# Ren'ai Rider
Singles de Buono!
Honto no Jibun
(2007) Kiss! Kiss! Kiss!
(2008)
Ren'ai Rider (恋愛♥ライダー, ou Ren'ai♥Rider, Renai Rider) est le 2e single du groupe de J-pop Buono!, sorti le 6 février 2008 au Japon sur le label Pony Canyon.
Il atteint la 7e place du classement Oricon. Sortent aussi une édition limitée du single avec un DVD bonus, et une version "Single V" (vidéo) une semaine plus tard. La chanson-titre sert de générique de fin à la série anime Shugo Chara. Elle figurera sur le premier album du groupe, Café Buono! qui sort deux semaines plus tard, puis sur la compilation de fin d'année du Hello! Project Petit Best 9, ainsi que sur la compilation The Best Buono! de 2010.

## Titres
CD Single
1. Ren'ai♥Rider (恋愛♥ライダー?)
2. Janakya Mottainai! (じゃなきゃもったいないっ!?)
3. Ren'ai♥Rider (instrumental) (恋愛♥ライダー...?)
4. Janakya Mottainai! (instrumental) (じゃなきゃもったいないっ!...?)

DVD de l'édition limitée
1. "Honto no Jibun" Multi Angle Performance (07.09.30 Yokohama BLITZ) (「ホントのじぶん」 マルチアングル機能つき (07.09.30 横浜BLITZ)?)

Single V
1. Renai♥Rider (Music Clip)
2. Renai♥Rider (Music Clip Making)
3. Renai♥Rider (Close Up Version)